# Рудрайге мак Дела
Рудрайге мак Дела – (ірл. - Rudraige mac Dela) – верховний король Ірландії з племені Фір Болг. Брат легендарного короля Ірландії Слайне мак Дела (ірл. - Sláine mac Dela). Час правління (згідно середньовічної ірландської історичної традиції): 1513 — 1511 до н. е. (згідно «Історії Ірландії» Джеффрі Кітінга) або 1933 — 1931 до н. е. згідно хроніки Чотирьох Майстрів. Син Дела (ірл. – Dela). Змінив на престолі свого брата після його смерті. Коли плем’я Фір Болг переселились в Ірландію (до того незаселену, спустошену епідеміями і нашестям фоморів), п’ять братів розділили між собою острів Ірландія. Рудрайге мак Дела висадився в місцевості Трахт Рудрайге (ірл. - Tracht Rudraige) – нині Узбережжя Дундрум, графство Даун і звяв собі у володіння землю Улад (Ольстер) – північну частину Ірландії. Він і його брат Генанн (ірл. – Genann) були вождями частини племені Фір Болг яка називалася Фір Домнанн (ірл. - Fir Domnann). Є гіпотеза, що це плем’я було споріднене з континентальним кельтським племенем Думнонії (ірл. – Dumnonii), що жило в Британії та Галлії.  Дружиною Рудрайге була Лібер (ірл. – Liber). Він був верховним королем Ірландії 2 роки. Помер у Бру-на-Бойн – нині Ньюгрендж – велетенський неолітичний курган з підземними коридорами збудований ще в епоху неоліту десь близько 3000 р. до н. е. або ще раніше. Його наступниками стали брати Ганн і Генанн (ірл. – Gann, Genann). Відомо кілька ірландських королів з іменем Рудрайге – і всі вони пов’язані з Ольстером. Є гіпотеза, що іменем Рудгайге в давні часи звалось якесь місцеве божество, можливо сонячне. 